# Thìa canh

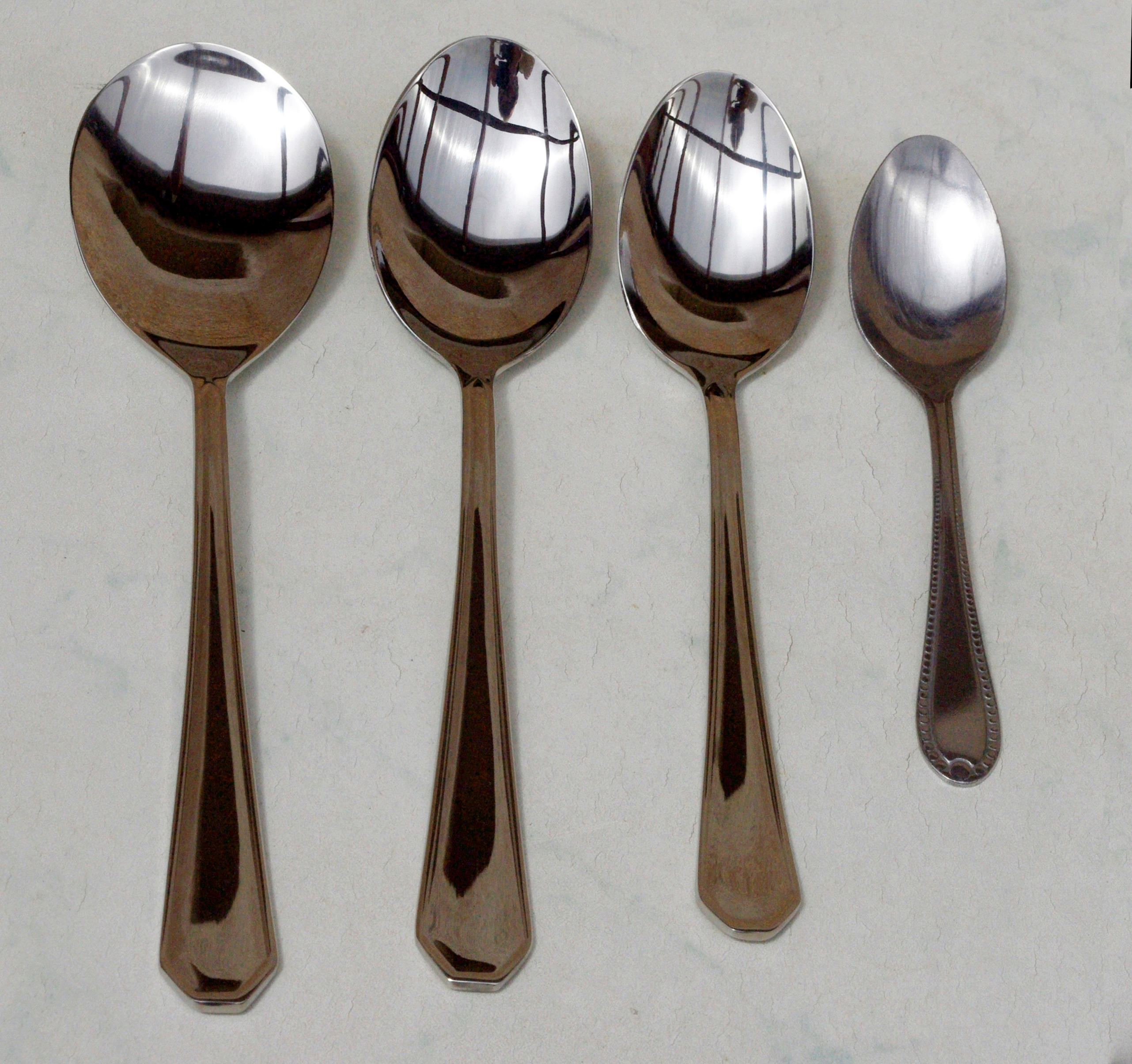
Trái-phải: Thìa phục vụ, thìa canh, thìa tráng miệng, thìa cà phê

Thìa canh là một thìa lớn được sử dụng để phục vụ. Ở nhiều vùng nói tiếng Anh, thuật ngữ này hiện dùng để chỉ một chiếc thìa lớn dùng để phục vụ; tuy nhiên, ở một số vùng, bao gồm một số vùng ở Canada, đây là loại thìa lớn nhất được dùng để ăn.
Nói rộng hơn, thuật ngữ này cũng được sử dụng như một đơn vị đo lường thể tích thục phẩm. Trong trường hợp này, nó thường được viết tắt là tbsp. hoặc T., và đôi khi được gọi là thìa canh đầy (tablespoonful) để phân biệt với dụng cụ ăn. Đơn vị đo lường thay đổi theo khu vực: một thìa canh Hoa Kỳ xấp xỉ 14,8 mL (0,50 fl oz Mỹ), một thìa canh Vương quốc Anh và Canada chính xác là 15 mL (0,51 fl oz Mỹ), và một thìa canh Úc là 20 mL (0,68 fl oz Mỹ). Dung tích của dụng cụ ăn (trái ngược với phép đo) không được xác định bởi luật pháp cũng như tập quán, và nó có thể hoặc không gần đúng đáng kể với đơn vị đo.

## Ăn uống
Trước khoảng năm 1700, người châu Âu có phong tục tự mang thìa của mình đến bàn ăn. Thìa được mang theo như tài sản cá nhân giống như cách mọi người ngày nay mang ví, nhẫn chìa khóa, v.v. Từ khoảng năm 1700, sắp đặt bàn ăn trở nên phổ biến, và cùng với nó là "thìa ăn", "nĩa ăn" và "dao ăn". Cũng vào khoảng thời gian này, thìa cà phê và thìa tráng miệng xuất hiện lần đầu tiên, và thìa canh được dùng để ăn súp. Thế kỷ 18 chứng kiến sự xuất hiện gia tăng của nhiều loại thìa khác nhau, bao gồm thìa mù tạt, thìa muối và thìa súp.
Vào cuối thế kỷ 19 ở Vương quốc Anh, thìa ăn tráng miệng và thìa súp bắt đầu thay thế thìa canh trên bàn làm dụng cụ chính để ăn từ bát, tại thời điểm đó cái tên "thìa canh" mang ý nghĩa thứ yếu là thìa ăn lớn hơn. Vào thời điểm ấn bản đầu tiên của Từ điển tiếng Anh Oxford được xuất bản vào năm 1928, "thìa canh" (tablespoon; kể từ đó không còn được gạch nối như table-spoon) vẫn có hai định nghĩa ở Anh: định nghĩa gốc (thìa ăn) và định nghĩa mới (thìa phục vụ).
Các thìa canh thời Victoria và Edwardian được sử dụng ở Anh thường là 25 mL (0,85 fl oz Mỹ) hoặc đôi khi lớn hơn. Chúng chỉ được sử dụng để chuẩn bị và phục vụ thức ăn, không phải là một phần sắp đặt bàn ăn. Các loại thìa thông thường dùng làm dụng cụ ăn (được gọi là thìa tráng miệng ở Anh, nơi một thìa canh luôn là thìa phục vụ) thường chứa từ 7–14 mL (0,24–0,47 fl oz Mỹ), ít hơn đáng kể so với một số thìa canh được dùng để phục vụ.

## Đo lường ẩm thực

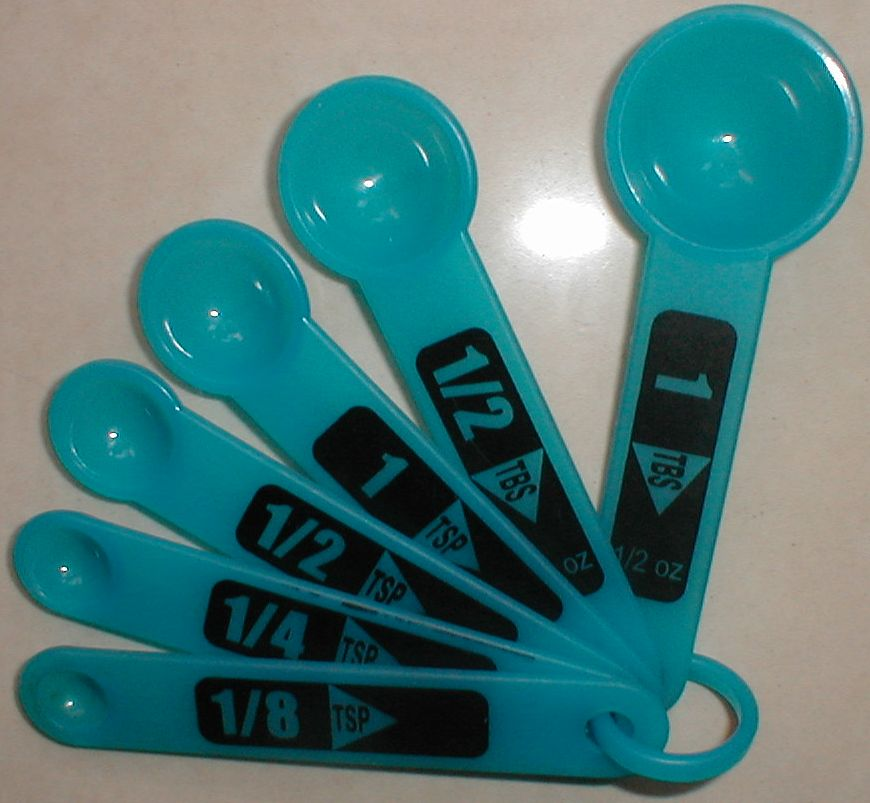
Thìa đong

### Tên
Trong công thức nấu ăn, một chữ viết tắt như tbsp. thường được dùng để chỉ thìa canh, để phân biệt với thìa cà phê nhỏ hơn (tsp.). Một số tác giả cũng viết hoa chữ viết tắt, là Tbsp., trong khi để tsp. trong trường hợp thấp hơn, để nhấn mạnh rằng muốn có thìa canh lớn hơn, thay vì thìa cà phê nhỏ hơn. Từ viết tắt của thìa canh đôi khi còn được viết tắt thành "Tb". hoặc T.

### Mối quan hệ với thìa cà phê và ounce chất lỏng
Ở hầu hết các nơi, ngoại trừ Úc, một thìa canh tương đương với ba thìa cà phê—và một thìa canh Hoa Kỳ là 14,8 mL (0,50 fl oz Mỹ) hoặc 15 mL (0,51 fl oz Mỹ).

### Định nghĩa truyền thống
Cách giải thích truyền thống của Hoa Kỳ về thìa canh như một đơn vị thể tích là:
| 1 US tablespoon | = 4 fluid drams          |
|                 | = 3 thìa cà phê          |
|                 | = 1⁄2 US ounce chất lỏng |
|                 | ≈ 14.8 mL[8]             |
Trong nhãn dinh dưỡng ở Mỹ và Anh, một thìa canh được định nghĩa là 15 mL (0,51 fl oz Mỹ).
Một thìa canh hệ mét chính xác bằng 15 mL (0,51 fl oz Mỹ).
Định nghĩa của Úc về thìa canh như một đơn vị thể tích là:
| 1 Australian tablespoon | = 20 mL              |
|                         | ≈ 2⁄3 fl oz          |
|                         | = 2 thìa tráng miệng |
|                         | = 4 thìa cà phê      |

### Đo lường đồ khô
Đối với các nguyên liệu khô, nếu một công thức yêu cầu một thìa canh phẳng (level tablespoon), ý nghĩa thông thường mà không cần suy nghĩ thêm, được đo bằng cách đổ đầy thìa và gạt san phẳng bề mặt. Ngược lại, thìa chất đống không bị san bằng và chất đống lồi lên phía trên thìa. Thể tích chính xác của một đống lồi lên phụ thuộc một phần vào hình dạng và độ cong của thìa đo đang được sử dụng và phần lớn phụ thuộc vào các đặc tính vật lý của chất được đo, và do đó không phải là đơn vị đo lường chính xác. Nếu không chỉ định dùng kiểu đong nào, một thìa canh phẳng được sử dụng, giống như một cup bột mì là một cup phẳng trừ khi có ghi chú thêm khác.

## Đo lường thuốc bào chế
Trong thế kỷ 18, thìa canh đã trở thành một đơn vị không chính thức của hệ thống dược sư, tương đương với 4 drams hoặc 1⁄2 fl oz. Nó thường được biết đến nhiều hơn bằng tên tiếng Latinh cochleare majus (viết tắt là cochl. Maj.) hoặc, trong ký hiệu của các dược sư, f℥ss hoặc f℥ß.